# Lodewijk van Hessen-Homburg
Lodewijk Willem van Hessen-Homburg (Homburg vor der Höhe, 29 augustus 1770 - Luxemburg, 19 januari 1839) was van 1829 tot aan zijn dood landgraaf van Hessen-Homburg. Hij behoorde tot het huis Hessen-Homburg.

## Levensloop
Lodewijk was de tweede zoon van landgraaf Frederik V van Hessen-Homburg uit diens huwelijk met Caroline, dochter van landgraaf Lodewijk IX van Hessen-Darmstadt.
Hij studeerde samen met zijn oudere broer Frederik VI in Genève, alvorens Lodewijk op 18 november 1788 aangesteld werd tot kapitein in het Pruisische leger. Als zodanig werd hij op 12 mei 1790 compagniehoofd van het infanterieregiment von Wendessen Nr. 29. Op 9 januari 1793 werd hij in actieve militaire dienst geplaatst en naar Frankfurt am Main gezonden, waar hij op 22 januari dat jaar compagniehoofd van het tiende infanterieregiment werd. Tijdens de Eerste Coalitieoorlog nam hij deel aan verschillende gevechten, waaronder de Slag bij Kaiserslautern, en op 7 april 1794 volgde zijn promotie tot majoor.
Op 18 januari 1800 werd hij onderscheiden met de Orde van de Rode Adelaar en op 22 mei 1803 kreeg hij de rang van luitenant-kolonel. Daarna huwde hij op 2 augustus 1804 met Augusta Amalia (1778-1846), dochter van vorst Frederik August van Nassau-Usingen. Dit dynastieke huwelijk bleek ongelukkig te zijn, omdat Augusta verliefd was op graaf Frederik Willem van Bismarck. Op 13 juni 1805 werd het huwelijk, dat geen kinderen had opgeleverd, ontbonden. Lodewijk zou nooit meer hertrouwen.
Op 3 januari 1804 benoemde koning Frederik Willem III van Pruisen hem tot commandant van het tiende infanterieregiment en op 18 juni 1805 werd hij bevorderd tot kolonel. Gedurende de Vierde Coalitieoorlog, meer bepaald na de Capitulatie van Erfurt, belandde hij in Franse krijgsgevangenschap en in 1807 werd hij op non-actief gesteld. Bij de reorganisatie van het Pruisische leger werd hij op 25 juli 1809 benoemd tot generaal-majoor met een eigen garnizoen in Koningsbergen en tot infanteriebrigadier van de Oost-Pruisische troepenbrigade. Op 16 februari 1810 werd hij als brigadier van de Brandenburgse infanterie overgeplaatst naar Berlijn.
Tijdens de Duitse bevrijdingsoorlog streed hij met zijn brigade Hessen-Homburg in de Slag bij Großbeeren, de Slag bij Dennewitz en de Slag bij Leipzig. Tijdens deze veldslag bestormde hij met zijn troepen de Grimmasche Poort, waarbij hij gewond raakte. Voorts was hij van de partij bij de belegeringen van Luxemburg, Thionville en Mézières. Voor zijn deelname aan het Beleg van Mézières kreeg hij het IJzeren Kruis 2e Klasse. Op 21 oktober 1813 kwam hij aan het hoofd van de 3e Brigade in het 3e Legerkorps en kreeg hij de rang van luitenant-generaal. Op 27 december 1813 volgde zijn benoeming tot bevelhebber van de landmacht tussen de Elbe en de Rijn, op 29 januari 1814 werd hij commandant van de belegeringstroepen bij Wesel. Voor zijn deelname aan de Slag bij Leipzig werd hij op 12 december 1814 onderscheiden met de Orde van Maria Theresia en na het Verdrag van Parijs werd hij op 15 april 1815 benoemd tot gouverneur van de Vesting Luxemburg. Tijdens de Zevende Coalitieoorlog in 1815 vocht hij opnieuw in het Pruisische leger, zo commandeerde hij op 2 juli 1815 de artillerieaanval op de Vesting van Longwy en leidde hij daarna van 11 augustus tot de wapenstilstand van 8 september de belegering van deze vesting.
De volgende jaren ontving hij heel wat onderscheidingen: op 10 december 1816 de Russische Orde van Sint-Vladimir, op 21 januari 1818 de Hessische Ludwigsorde en op 25 april 1821 het grootkruis van de Hannoverse Koninklijke Orde van de Welfen. Ook op militair vlak kreeg hij promotie: op 25 september 1823 kwam hij aan het hoofd van het zestiende infanterieregiment en op 15 januari 1825 werd hij infanteriegeneraal.
Op 2 januari 1829 volgde hij zijn oudere broer Frederik VI op als landgraaf van Hessen-Homburg. Lodewijk bleef echter ook gouverneur van de vesting van Luxemburg en was maar sporadisch aanwezig in Hessen-Homburg, waar hij de regeringszaken overliet aan Carl Friedrich Emil von Ibell. Als rijke en reislustige man reisde hij liever door de Europese landen, maar was wel steeds geïnteresseerd in zijn staat. Zo steunde hij de onderwijshervormingen van Ibell, die gemeenschappelijke scholen voor protestantse en katholieke leerlingen voorzagen. Daarnaast besteedde hij aandacht aan de promotie van het nog bescheiden kuuroord in zijn staat: hij liet een klein casino bouwen en de bronnen in het kuuroord hernieuwen. Tegelijk werd hij ook geconfronteerd met onrust, de vonken van de Julirevolutie van 1830 in Frankrijk sloegen over naar Hessen-Homburg en veel jonge Homburgers steunden in 1833 de bestorming van de Hauptwache in Frankfurt am Main. Bovendien trad Hessen-Homburg onder Lodewijks bewind toe tot de Duitse Zollverein.
In 1838 was Lodewijk vijftig jaar in Pruisische militaire dienst. Als erkenning voor zijn verdiensten onderscheidde koning Frederik Willem III hem in de Orde van de Zwarte Adelaar. Hij bezocht vervolgens voor twee weken Homburg en keerde daarna terug naar Luxemburg, waar hij in januari 1839 stierf. Lodewijk werd bijgezet in de Crypte van het Slot van Homburg en als landgraaf opgevolgd door zijn jongere broer Filips.
- Gemeinsame Normdatei: 137980981
- Virtual International Authority File: 86139141
- WorldCat: E39PBJcGjKtHh6DDJDJMC7KfMP